# Prasat Ta Muen Toch
Ne doit pas être confondu avec Prasat Ta Muen ou Prasat Ta Muen Thom.
 (juillet 2025).

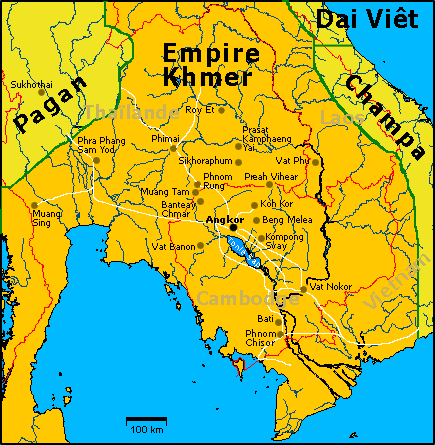
Principaux sites khmers

Le Prasat Ta Muen Toch est une chapelle d'hôpital construite par Jayavarman VII dans l'actuelle Thaïlande, dans la province de Surin, près de la frontière avec le Cambodge,
Selon une inscription découverte à Ta Prohm, le roi Jayavarman VII fit construire 102 Arogayasalas (ou Arogyasalas), des hôpitaux répartis sur l'ensemble de l'empire le long des principales routes. À proximité de chaque hôpital se trouvait une chapelle. On pense que les hôpitaux eux-mêmes étaient construits en bois. De nombreuses inscriptions en khmer et en sanscrit ont été retrouvées à proximité de ces arogayasalas, en rapport avec ces hôpitaux.
Comme la plupart des chapelles d'hôpital de Jayavarman VII, le plan en est très simple : il s'agit d'une petite tour en latérite, avec un porche faisant face à l'est.
NB: Michael Freeman a fait une inversion de photo dans son livre entre le Prasat Ta Muen et le Prasat Ta Muen Toch[Interprétation personnelle ?].

## Photographies

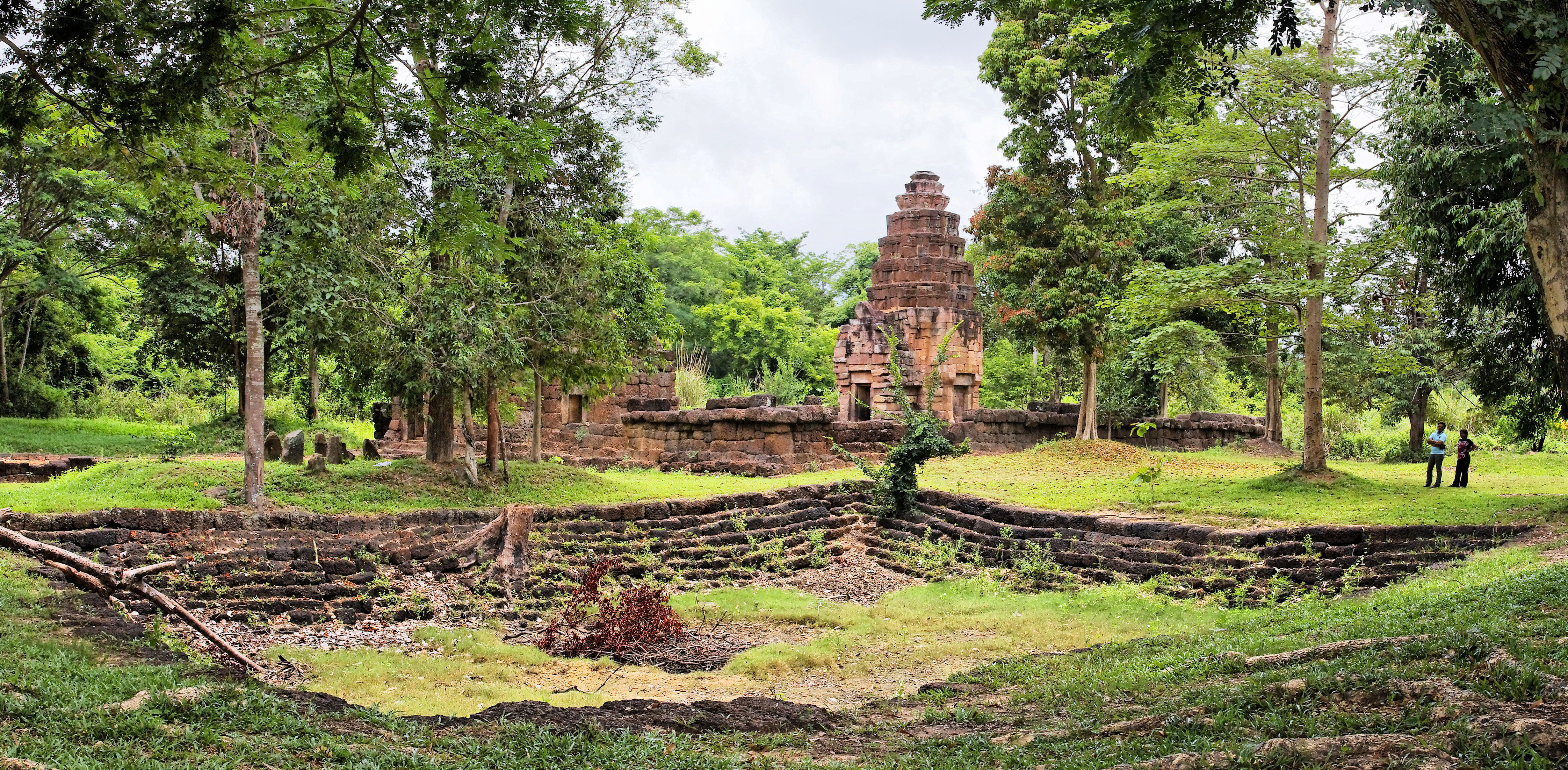
Le bassin
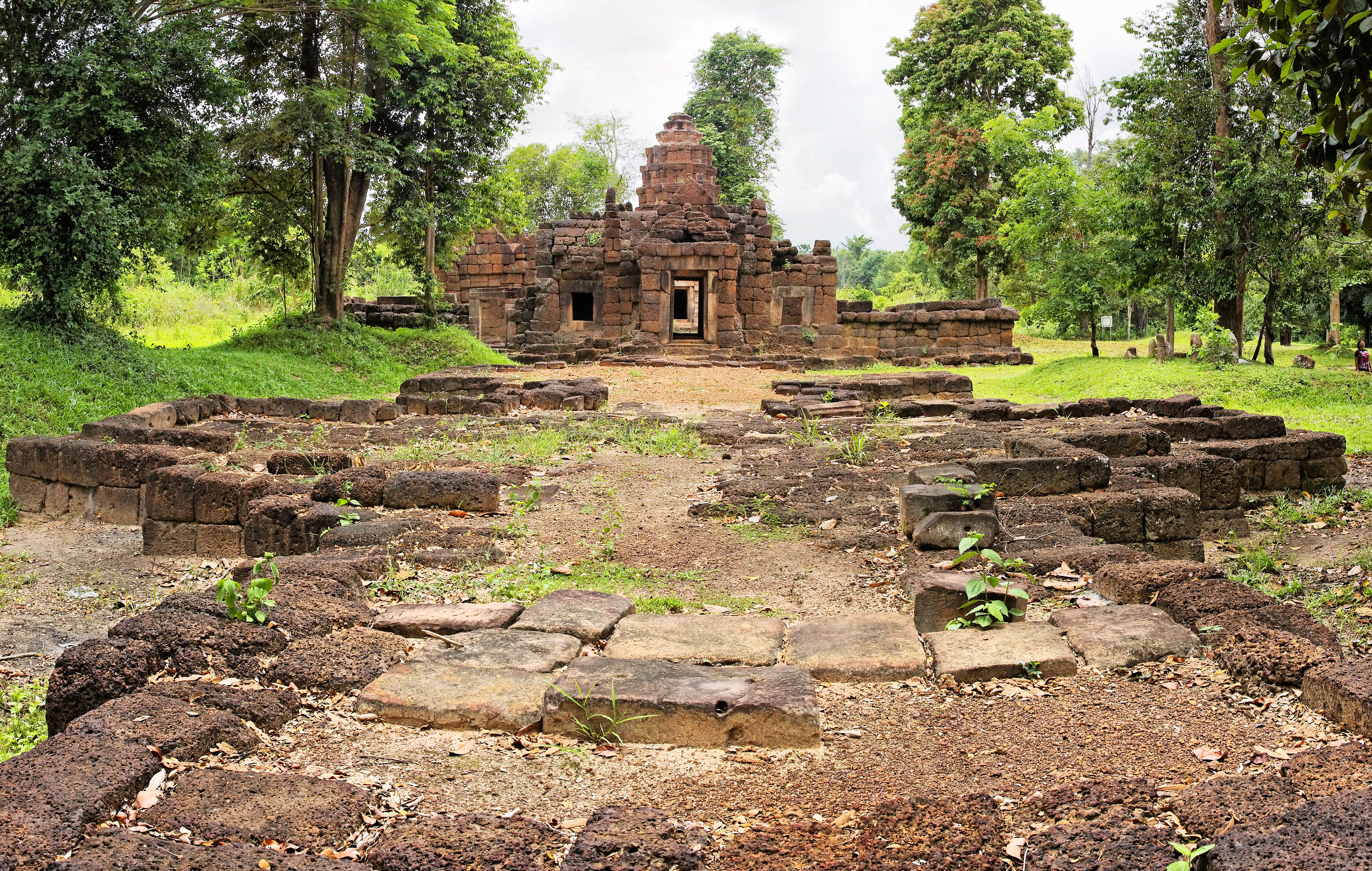
L'allée menant au sanctuaire
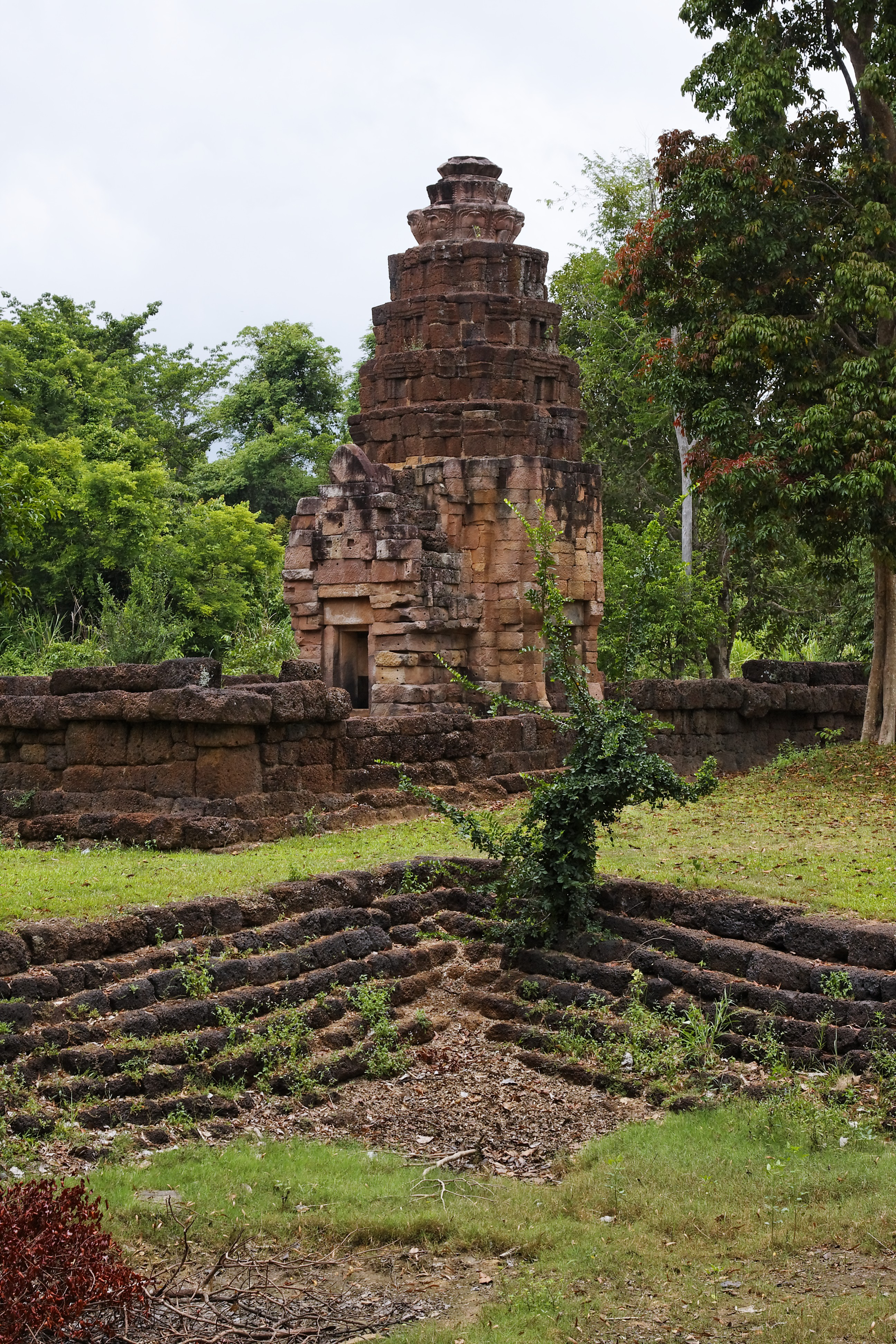
La chapelle, avec au premier plan son bassin
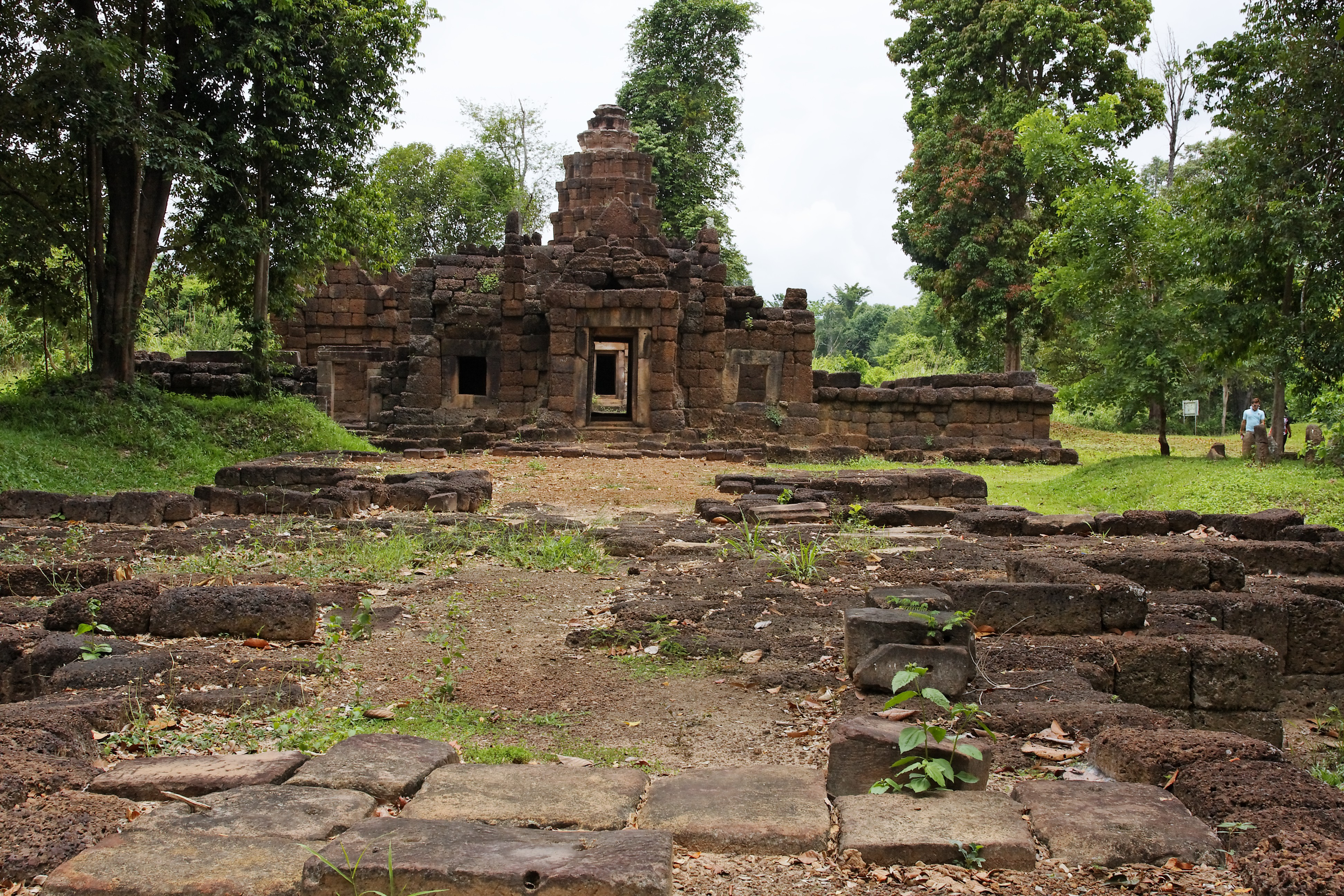
L'allée menant au sanctuaire
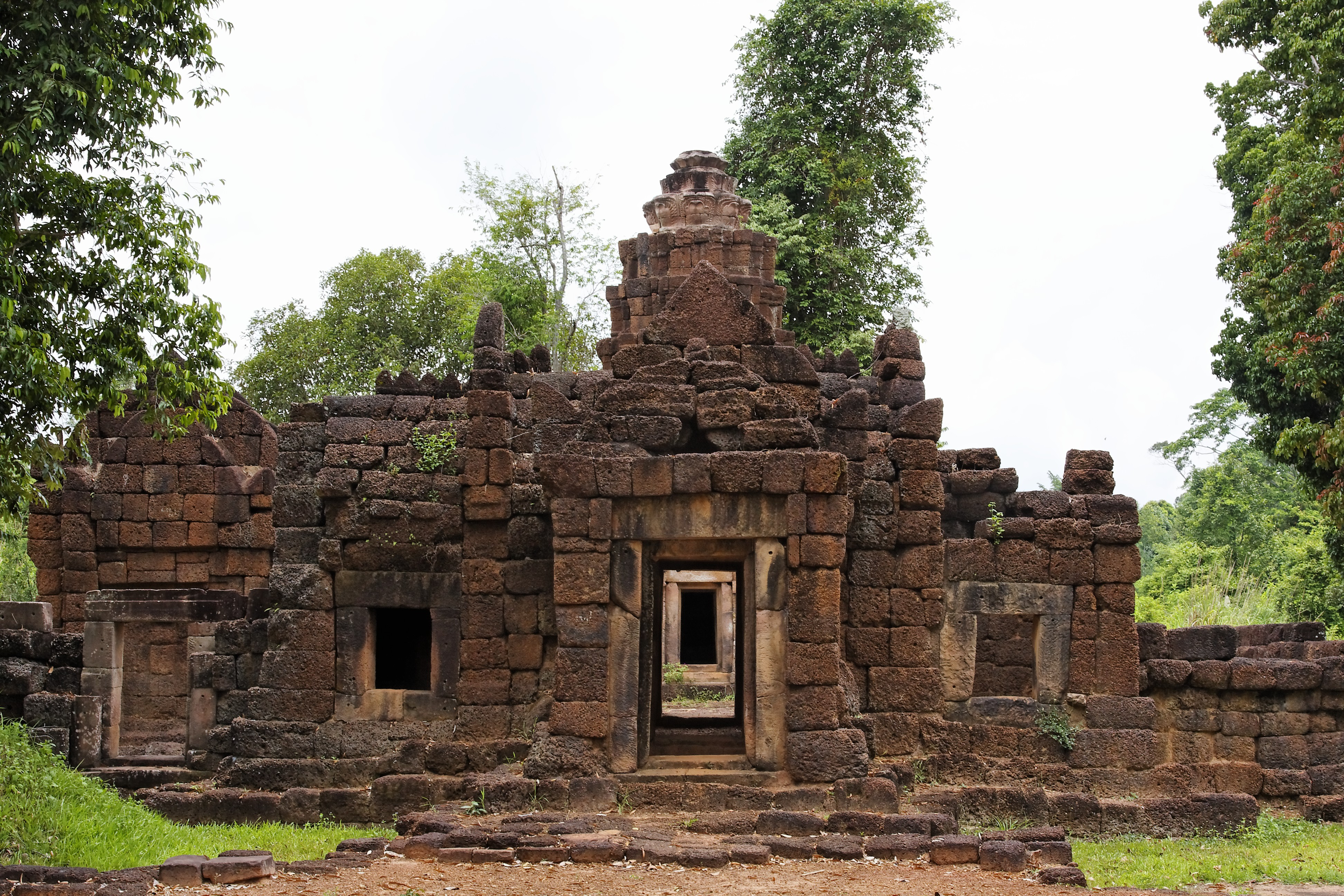
Le mandapa, menant à la chapelle
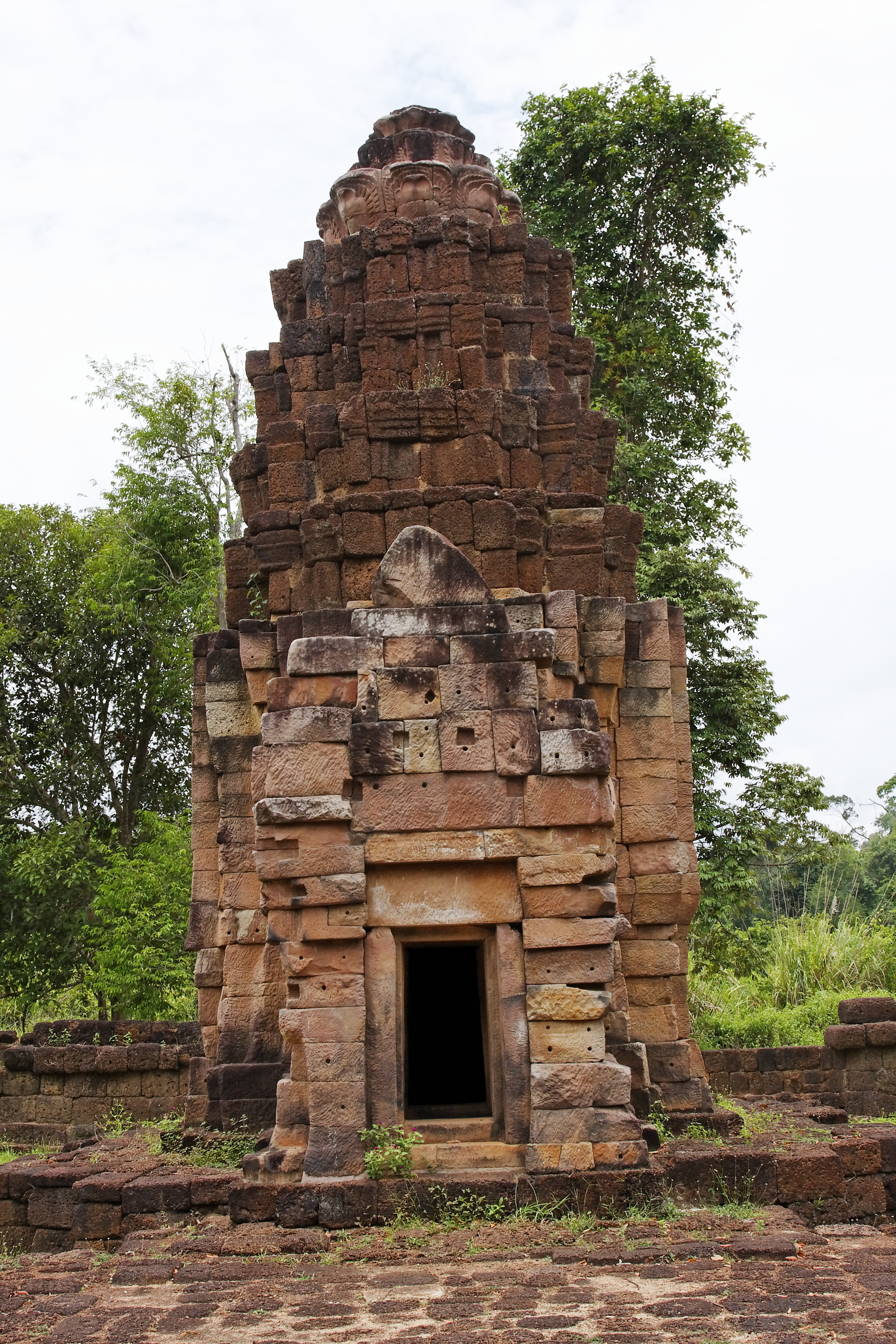
La chapelle, vue de la porte est
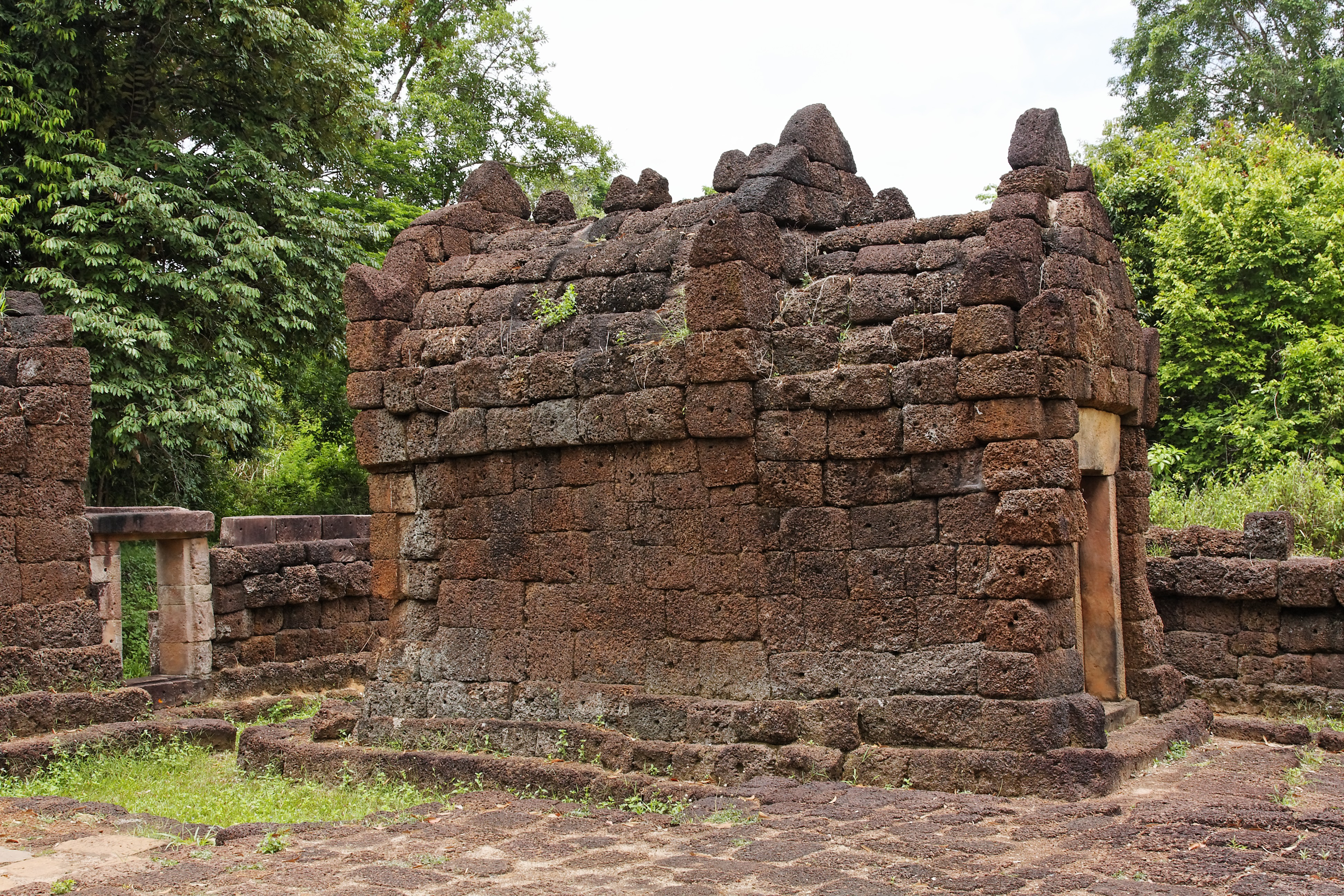
La bibliothèque ou bannalai
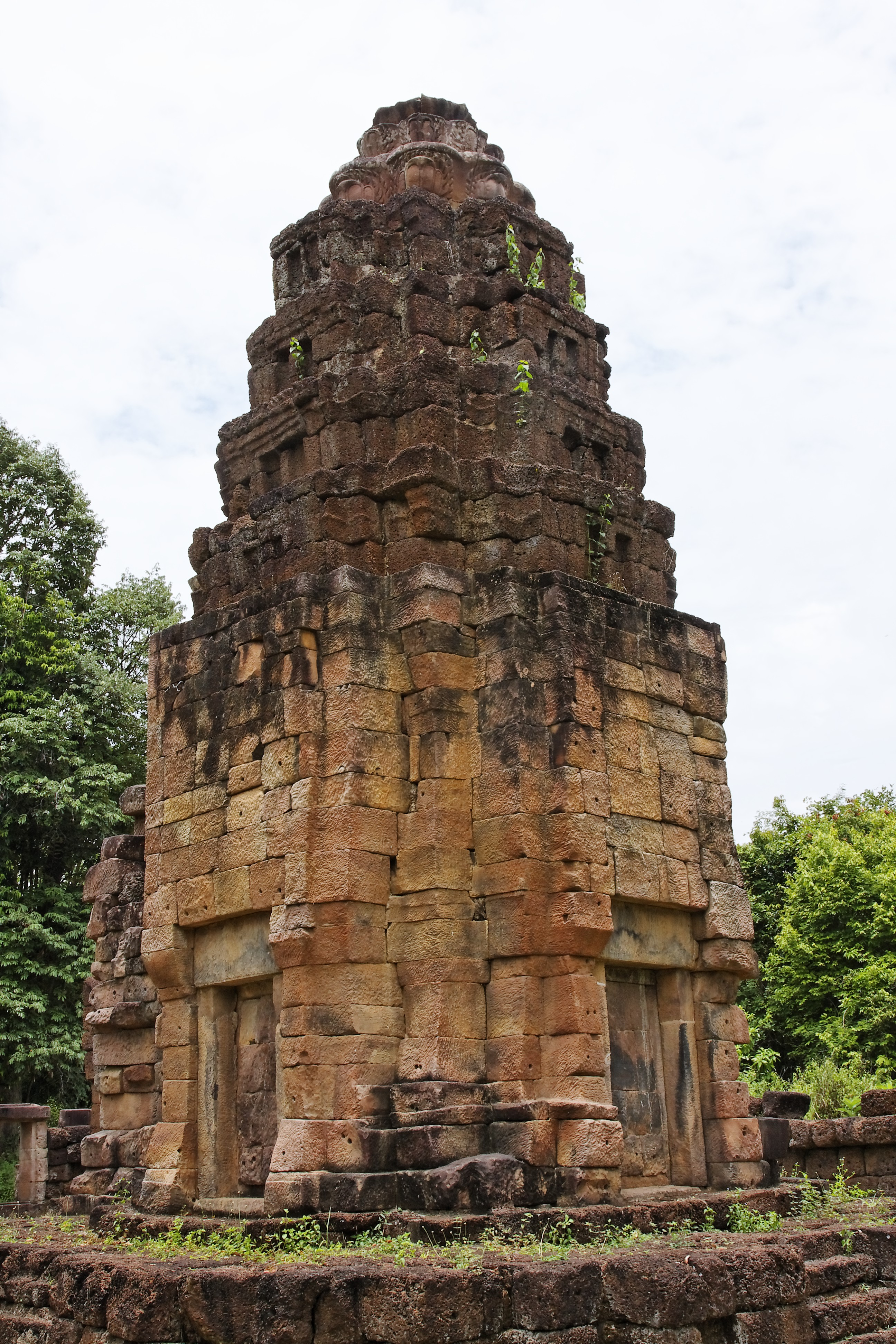
La chapelle, vue arrière
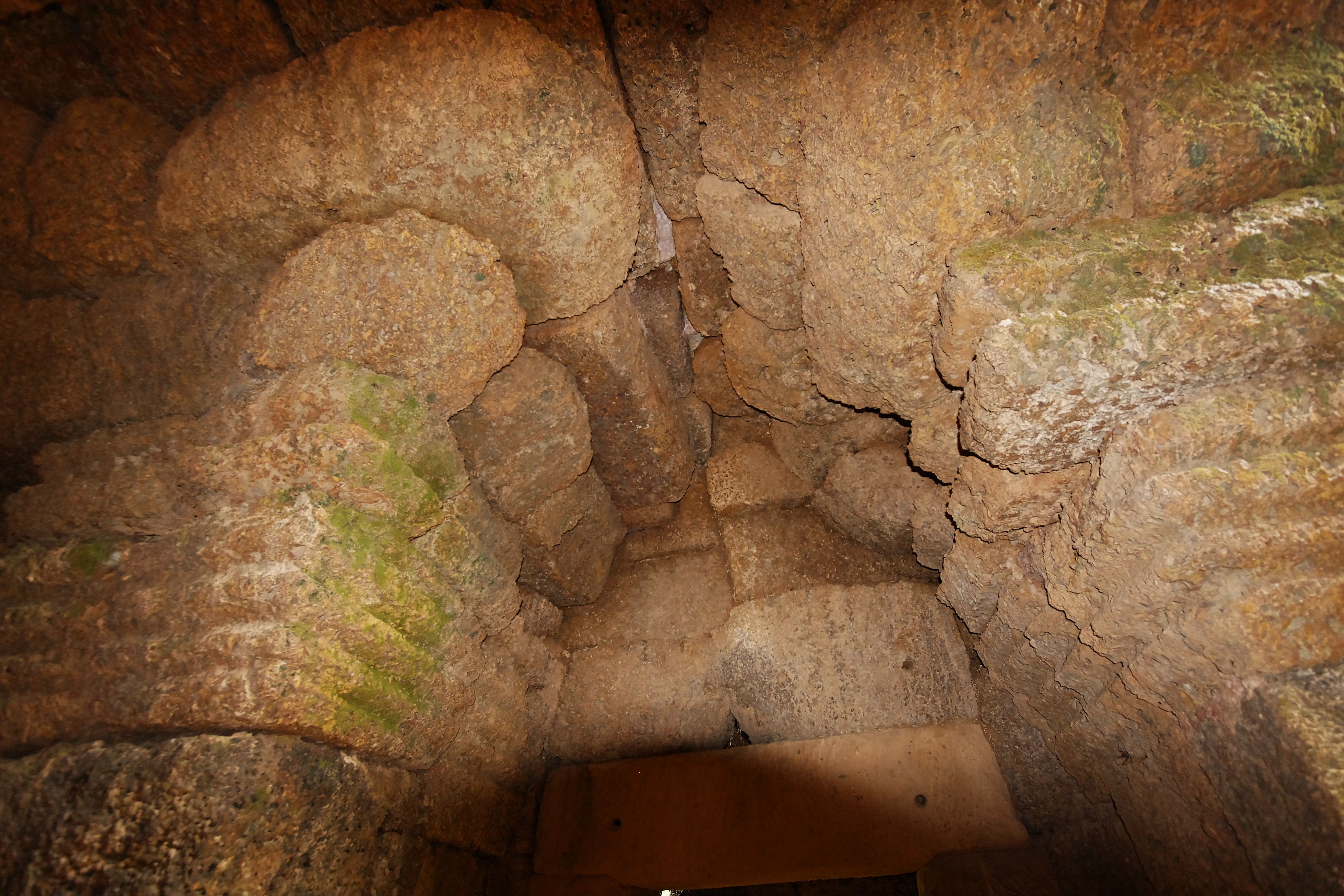
Détail d'une voûte en encorbellement